# Dragons et Princesses
Dragons et Princesses는 프랑스의 텔레비전 애니메이션이다.

## 개요
매일 밤, 미셸 오슬로를 닮은 노인과 두 젊은이들이 멋진 것들로 가득 찬 버려진 극장에서 만났다. 그들은 상상한 이야기를 나누고, "내가 만약...이었다면..." 역할놀이를 한다.

### 정부의 괴물
동굴에서 어둡고 습기,그룹의 거지가 자신을 보는 대상은 폭정에 무한하다. 제스처는 매일의 삶이 되고있는 진짜 시련이다. 먹이에서만 원 버섯,거지가 끊임없이 기다리의 나머지 부분에 대한 괴물을 사용한다. 그것은 가르치는 것을 그에게 사실의 주인은 괴물,그리고 하나는 그의 눈을 할 수 있을 축소하는 가장 엄청난 괴물이다. 그것은 그렇게 그의 방법으로 종료하는 현실 세계에 있는,그것은 말했다,왕이 될 것을 기다리고 영원히 그녀와 결혼한다. 그녀는 갑을 통해 테스트를 너무 많은 문제없이지만 실제로 그녀의 머리이다.를 입고의 허브에서 발견된 동굴,그의 출력에서 큰 세계,수행한 팡파르 :나팔 벚꽃과 색종이 그를 기다리고 있을 축하하는 자신의 결혼 생활을 가진 왕자이다.

### 늑대인간
서로 원수인 두명의 자매가 왕자의 총애를 받기 위해 서로 다툰다.  후자(왕자)는 최근 깊은 독방에서 죽을 날만을 기다렸다. 그 독방은 오직 밖에서 보내주는 물품들로 살아남아야 하는 곳이다.  그는 나올 때 그를 구해준 사람과 결혼할 것을 맹세했다. 그는 두 자매 중 언니가 그를 구해주었다고 확신했다. 언니가 모든 선물을 보내준 것이 자신이라고 모두에게 말했기 때문이다. 결혼을 하고 그는 부인에게 그가 끔찍한 저주의 희생자라고 고백했다. 보름달이 뜨는 매일 저녁이면 그가 목에 두르고 있는 사슬은 불타올라서 그가 목걸이를 벗어야 했다. 그러고 나서 그는 끔찍한 늑대인간으로 변한다. 언니는 이 초자연적인 일을 보게 해달라고 간청하고 기회를 이용하여 헤아릴 수 없을 정도로 깊은 우물 바닥에 그 사슬을 던졌다. 동생은 숲속에서 늑대인간을 만나고 짐승에게 말한다고 생각하며 그녀의 이야기를 털어 놓는다. 그녀는 늑대인간이 사실 왕자이고 언니가 무언가에 연루되어있다고 알아차린다.  늑대인간을 보고 언니가 그의 이름을 부르는 실수를 저지른다.  그녀는 사슬을 우물의 가장 깊은 바닥에 던졌다는 것을 고백한다. 동생은 목걸이를 되찾는데 성공한다. 늑대는 다시 왕자가 되고 언니의 병적인 질투와 왕자의 저주에도 불구하고, 동생은 그에게 사랑을 주기로 결심한다.

### 구두 수선공의 다리
양질의 가죽을 사기에 너무 가난했던 구두 수선공은 언젠가 도시에서 일할 수 있기를 꿈꿨다. 그의 초라한 가게 뒤에 있는 사과나무 안에, 그는 마을 사람들의 시선과 비판으로부터 안전한 벤치를 하나 설치했다. 일하다가 잠들었을 때, 구두 수선공은 매우 이상한 꿈을 꿨다. 한 목소리가 그에게 프라하에 있는 Pont Charles의 일곱 번째 조각상 아래에 보물이 숨겨져 있다고 말했다. 그는 그의 예감을 믿기로 결심하고 프라하에 가기 위해 모든 돈을 썼다. 그는 아무것도 찾지 못했지만 하루 더 기다리기로 했다. 다리 관리인이 그에게 설명을 요구했고 그(관리인) 또한 아래에 보물이 숨겨져 있는 사과나무 안에서 사는, 이상한 꿈을 꿨다고 털어 놓았다. 집으로 돌아온 구두 수선공은 그의 애인에게 관리인의 꿈에 대해 말했고 그들은 사과나무 아래를 파기로 결심했다. 그들은 작업장 아래에 있는, 빈 공간으로 통하는 뚜껑문을 발견했다. 그 방을 장식하는 유일한 기둥을 만져서, 구두 수선공의 애인은 귀중한 보물을 드러내는 기계를 작동시켰다.

### 황금도시의 희생
황금도시에 어떤 낯선 사람이 마을 사람들의 끊임없이 일어나는 슬픔에 궁금해했다. 그는 이러한 무료함의 이유에 대해 한 아가씨에게 물어봤다.  이에 대해 그에게 1년에 네 번, 황금마을의 “은인”에 이 마을에서 가장 아름다운 여자를 광장에서 희생물로 바쳐야한다고 설명했다.  그 젊은이는 이러한 생각에 반항하고, 이 여자가 이 마을에서 가장 예쁜 것을 보고, 이런 형식적인 관습에 맞서기로 결심했다.  제물로 바쳐지는 날 밤, 그는 무시무시한 괴물에 도발했지만, 괴물에 잡아먹히고 말았다.  몸시 힘들게 괴물의 속에서 싸워, 그는 제물로 바쳐질 아름다운 그녀를 구해냈지만, 주민들의 야유를 받았다.  사실, 예언은 만일 헌납이 끊기면, 황금마을은 망할 것이라고 했다.  일과 삶의 중요함에 대한 연설로, 끝내 젊은이는 사람들을 그의 편으로 돌렸다.
견습 선원과 고양이
작은 배의 선장과 다른 선원들에게 학대받는 한 견습 선원은 한 가지 꿈이 있었다. 언젠가는 흔들림 없는 육지위의 집에서 그가 사랑하는 고양이와 함께 사는 것이었다.  배가 타지마할을 둘러싼 화려한 인도의 도시에 이르렀을 때, 선장은 그 견습 선원이 그들과 함께 다니지 못하게 했다.  하지만, 이 용감한 소년은 이를 거부하고 궁전으로 가기로 결심한다.선장이 그의 골동품들을 팔려고 헛되이 애쓰고 있을 때, 견습 선원의 고양이가 왕의 음식을 먹으려는 모든 쥐를 죽인다.  왕은 이 고양이에 매료되어 견습 선원에게 막대한 양의 황금과 보석들을 주겠으니 고양이를 달라고 제안한다.  견습 선원이 거부하자 왕은 그에게 더 많은 재물을 제안한다. 하지만 임신한 고양이는 그의 유일한 친구이다. 그는 그의 고양이가 새끼고양이를 낳아서 그 고양이들을 팔 수 있을 때까지 살 수 있는 집을 마련해달라고 왕과 거래를 한다. 그 결과 견습 선원은 부자가 되고 그의 꿈을 실현한다. 

### 초보 마법사
페르시아에서 한 젊은 남자가 무서운 마술사를 알게 되었다. 그에게 몇 가지 마술을 보여주고 나서, 마술사는 그의 새로운 제자를 비밀스러운 은신처에 초대했다. 그 곳에서 마술사는 제자에게 변신 마술을 가르쳤고 그 젊은 남자는 타고난 재능이 드러났다. 저녁시간이 되자, 그는 마술사의 딸이라고 주장하는 사람과 만났다. 그 딸은 갇혀있고 우울해 보였다.
저녁식사 시간에, 새로 온 제자의 순진함에 마음이 약해진 그녀는 그에게 아버지의 사악한 계획들에 대해 귀띔해준다. 마술사는 그의 어린 제자들의 천재성을 얻기 위해 유리 원통 안에 익사시켜 그들을 먹었다. 그녀는 그에게 은신처에서 나갈 방법은 오직 하나 뿐이며, 그 방법은 마술사가 직접 보내는 것이라고 귀띔했다. 그 딸의 조언에 따라, 혈기 넘치는 그는 일부러 마법을 잘 못하는 척 속여서 그 마법사가 당장 그를 돌려 보내도록 했다. 도시로 가는 길에, 그는 같은 장소에서 다른 젊은이를 유혹하는 마술사를 만났다. 주저하지 않고 그는 무시무시한 용으로 변해서 마술사를 먹어치운다.
마력이 강해졌지만 죄책감에 시달려서 그 젊은 남자는 마술사의 딸을 구하러 가기 시작했다. 별다른 문제 없이 그는 은신처에 침입하고 행복해 하는 딸을 다시 만난다. 하지만 오직 마술사만이 탈출하는 비밀 주문을 알고 있었다.  

### 절대 거짓말하지 않는 소년
티벳의 두 황제는 내기를 한다. 그 내기는 하나 뿐인 말하는 말을 소유한 한 겸손한 젊은이가 거짓말을 하게 하는 것이다. 그 소년은 절대 거짓말을 하지 않는다고들 말한다. 황제의 딸은 가난한 소녀로 변장하여 꾀병을 부린다. 그녀의 아름다움에 반한 그 젊은이는 그녀에게 그녀를 치료할 수 있는 약에 대해 묻는다. 그녀는 그에게 그의 말하는 말의 심장만이 그녀를 살게 할 것이라고 말한다. 그녀를 너무나도 사랑했기 때문에 그는 그의 말에게 심장을 넘겨달라고 설득한다. 그는 그가 사랑하는 여인에게 말의 심장을 주었으나 그녀는 그것을 먹지도 않은 채로 도망친다. 황제의 부름을 받은 젊은이는 거짓말할 준비를 했으나 결국 모든 것을 털어놓는다. 이 말 한 마디로 소년은 그의 청렴을 증명한다. 젊은이가 미친 듯이 사랑한 가난한 소녀, 즉 공주는 그의 정직함에 감동했다. 그리고 다른 남자들의 천박함을 깨닫는다. 젊은이는 제국의 반과 공주의 사랑을 얻는다.

### 아무도 본 적 없는 절세미녀
엔틸리스제도의 견딜 수 없는 더위에 지친 매우 경쾌한 한 젊은 남자가 한 동굴로 숨기로 결심했다. 그의 호기심으로, 그는 죽음의 왕국에 이르기까지 점점 더 깊이 들어갔다. 그곳에서 그는 한 늙은이를 만났다. 그 노인 젊은이에게 왕의 딸인 "아무도 본 적 없는 절세미녀"에 대해서 알려줬다.이때, 노인이 그에게 이 일의 어려움에 대해 주의를 주었다. 그것은 바로 이 딸은 벌, 몽구스 그리고 이구아나의 세 괴물들로부터 보호받는다는 것이었다.  이 젊은 남자는 이 기회를 잡기로 결심했고, 이 괴물들을 독을먹여 제거하는 대신에 맛있는 것들을 줬다.  벌, 몽구스 그리고 이구아나를 별 어려움 없이 지나갔다.  왕궁에 도착한 후, 왕이 그에게 3가지 문제를 냈다. 첫 번째 문제는 감옥에 갇힌 채 뿔뿔이 흩어진 11마리의 황금거북이들을 찾는 것이었다.  몽구스는 그가 받은 식사에 대한 보답으로 새벽녘에 그에게 11마리의 황금 거북이들을 데려와주었다.  왕은 눈으로 보고도 믿을 수가 없었고, 두 번째 문제를 냈다. 두 번째 문제는 감옥에 갇힌 채, 바다 한 가운데서 잃어버린 둘째 딸의 파란 다이아몬드를 찾아오는 것이었다.  이번에는 이구아나가 새벽에 그에게 이 다이아몬드를 가져다주었다. 왕은 얼이 빠졌고 그리고 마지막 문제를 냈다. 그 문제는 셋 중에 누가 "아무도 본 적 없는 절세미녀"인지 맞추는 것이었다.  이 문제는 벌의 도움으로 별 어려움 없이 누가 그녀인지 구분해 낼 수 있었다.  죽음의 왕국의 왕은 이에 대해 다시 말 않고 그의 딸과 왕국의 절반을 그에게 내주었다.  그러나 티장이 갖게 되는 것은 그가 알지도 못하는 공주와 망자들의 왕국 뿐이었다.  그는 "여러분 안녕"!이라 인사했다.      

### Ivan Tsarevitch 및 공주
Ivan Tsarevitch와 변신하는 공주 이 이야기는 ‘불새’라는 러시아 이야기를 직접적으로 참조한다.  황제의 아들인 Ivan Tsarevitch는 죽어가는 아버지의 병을 치료할 유일한 약인 3개의 황금 자두를 훔치기 위해 정원을 소유한 황제의 궁전의 담을 넘기로 결심한다.  하지만 그가 첫 번째 황금 자두를 만지자 정원의 주인인 황제는 그의 머리를 베라고 명령한다.  하지만 그 황제는 Ivan이 물건의 수를 늘리는 꽃병을 가져다주면 예외로 해줄 용의가 있다.  Ivan은 도자기의 황제의 꽃병을 훔치기 위해 그를 찾아갔다. 하지만, 그가 선반들을 무너뜨리자 왕이 불쑥 나타나서 그의 머리를 베라고 명령한다.  이 황제 또한 Ivan이 순종말의 황제에게서 황금 발굽을 차고 있는 말을 가져다주면 예외를 적용할 용의가 있다. Ivan은 창문을 통해서 왕의 궁궐에 침입하여 말을 훔치려는 시도를 했으나 실패한다.  Ivan은 죽을 운명에 처했지만 왕은 사람들이 만질 때마다 모습이 변하는 ‘변신하는 공주’를 데려와 준다면 예외를 적용해주겠다고 한다. 공주의 궁궐에 도달하여 그녀는 그에게 그의 진실한 사랑만이 공주의 모습을 지키게 해줄 것이라고 알려준다.  Ivan이 그 젊은 여자에게 손을 대자 그녀는 본연의 아름다움을 유지한다. 그들은 함께 계획을 세운다. 그것은 바라는 모습으로 변할 수 있는 공주 덕분에 Ivan이 황금 발굽을 가진 말, 물건을 늘리는 꽃병 그리고 황금 자두를 얻는 것이다. 아버지는 병에서 나아 눈을 떴을 때, 변신하는 공주와 함께 아들이 있다는 것을 믿을 수 없었다.